# 34.º governo republicano (Portugal)
O 34.º governo da Primeira República Portuguesa nomeado a 16 de dezembro de 1921 e exonerado a 6 de fevereiro de 1922, foi liderado por Francisco Cunha Leal.
A sua constituição era a seguinte:
| Cargo                               | Detentor | Detentor                                  | Período                                         |
| ----------------------------------- | -------- | ----------------------------------------- | ----------------------------------------------- |
| Presidente do Ministério            |          | Francisco da Cunha Leal (1888–1970)       | 16 de dezembro de 1921 a 6 de fevereiro de 1922 |
| Ministro do Interior                |          | Francisco da Cunha Leal (1888–1970)       | 16 de dezembro de 1921 a 6 de fevereiro de 1922 |
| Ministro da Justiça e dos Cultos    |          | António Abranches Ferrão (1883–1932)      | 16 de dezembro de 1921 a 6 de fevereiro de 1922 |
| Ministro das Finanças               |          | Vitorino Guimarães (1876–1957)            | 16 de dezembro de 1921 a 6 de fevereiro de 1922 |
| Ministro da Guerra                  |          | Fernando Freiria (1877–1955)              | 16 de dezembro de 1921 a 6 de fevereiro de 1922 |
| Ministro da Marinha                 |          | João Manuel de Carvalho (1866–1946)       | 16 de dezembro de 1921 a 6 de fevereiro de 1922 |
| Ministro dos Negócios Estrangeiros  |          | Júlio Dantas (1876–1962)                  | 16 de dezembro de 1921 a 6 de fevereiro de 1922 |
| Ministro do Comércio e Comunicações |          | Vitorino Guimarães (interino) (1876–1957) | 16 de dezembro de 1921 a 22 de dezembro de 1921 |
| Ministro do Comércio e Comunicações |          | Nuno Simões (1894–1975)                   | 22 de dezembro de 1921 a 6 de fevereiro de 1922 |
| Ministro das Colónias               |          | Francisco Rego Chaves (1881–1941)         | 16 de dezembro de 1921 a 6 de fevereiro de 1922 |
| Ministro da Instrução Pública       |          | Alberto Rocha Saraiva (1886–1946)         | 16 de dezembro de 1921 a 6 de fevereiro de 1922 |
| Ministro do Trabalho                |          | Augusto Alves dos Santos (1866–1924)      | 16 de dezembro de 1921 a 6 de fevereiro de 1922 |
| Ministro da Agricultura             |          | Mariano Martins (1880–1943)               | 16 de dezembro de 1921 a 6 de fevereiro de 1922 |